# 慶星大学校
慶星大学校（キョンソンだいがっこう、英称: KyungSung University）は、釜山市南区大淵3洞314-79に本部を置く大韓民国の私立大学である。1955年に設置された。

## 歴史
慶星大学校は1955年5月、牧師金吉昌が、キリスト教を教学の精神とし教育者の養成のための慶南師範大学塾を設立したのが始まりである。1963年、漢城女子実業初等大学に名称が変更され、1979年には釜山産業大学に昇格した。さらに1983年、総合大学となり、釜山産業大学校と名称が改められ、1988年、現在の慶星大学校に改名される。

## 組織

### 学部
- 文科大学
  - 国語国文学科　英語英文学科　ドイツ地域学科　フランス地域学科　日本語日本文学科　中国語中国文学科　漢文学科　史学科　哲学科　文献情報学科　教育学科　幼児教育科　倫理教育科
- 法政大学
  - 行政学科　政治外交学科　法学科　社会福祉学科
- 商経大学
  - 経済物流学部　経営学部　会計学科　国際貿易通商学科　ホテル観光経営学部　経営情報学科
- 理科大学
  - 数学科　情報統計学科　物理学科　化学科　生物学科　生活経営学科　衣装学科　物理治療学科
- 工科大学
  - 電子情報通信工学部　コンピュータ学部　環境工学科　土木工学科　電気工学科　メカトロニクス工学科　食品生命工学科　産業経営工学科　建築工学科　新素材工学科　都市工学科
- 薬学大学
  - 薬学科
- 芸術大学
  - 音楽学部　美術学科　工芸デザイン学科　体育学部　舞踊学科
- 神学大学
  - 神学科　教会音楽科
- マルチメディア大学
  - 視覚デザイン学科　インテリアデザイン学科　製品デザイン学科　デジタルコンテンツ学部　新聞放送学科　観光広報学科　演劇映画学部　写真学科　マルチメディア通信工学科　コンピュータ情報学部

### 大学院
- 一般大学院
  - 修士課程
    - 人文社会科学系列
      - 国語国文学科　英語英文学科　日本語日本文学科　中国語中国文学科　史学科　哲学科　文献情報学科　教育学科　神学科　法学科　政治外交学科　社会福祉学科　言論広報学科　経済学科　貿易学科　経営学科　会計学科　経営情報学科

    - 自然科学系列
      - 数学科　物理学科　化学科　生物学科　コンピュータ科学科　家庭管理学科　衣装学科　薬学科

    - 工学系列
      - 食品生命工学科　産業システム工学科　環境工学科　材料工学科　土木工学科　都市工学科　電気電子工学科　コンピュータ工学科

    - 芸術・体育系列
      - 音楽学科　美術学科　体育学科　演劇映画科

  - 博士課程
    - 人文社会科学系列
      - 国語国文学科　英語英文学科　中国語中国文学科　教育学科　法学科　行政学科　社会福祉学科　言論広報学科　経済学科　貿易学科　経営学科

    - 自然科学系列
      - 数学科　物理学科　化学科　生物学科　衣装学科　薬学科

    - 工学系列
      - 食品生命工学科　産業システム工学科　建設・環境工学科　コンピュータ工学科

    - 芸術・体育系列
      - 音楽学科　体育学科
- 経営大学院
  - 貿易学専攻　経済学専攻　経営学専攻　会計・財務専攻　経営情報専攻　ホテル観光経営専攻　不動産経済専攻　文化芸術経営専攻
- マルチメディア大学院
  - 情報工学科　産業工芸学科　写真学科　言論広報学科　デザイン学科　デジタルコンテンツ学科　映画学科
- 教育大学院
  - 教育行政専攻　教育心理専攻　歴史教育専攻　一般社会教育専攻　産業情報専攻　英語教育専攻　国語教育専攻　倫理教育専攻　漢文教育専攻　相談心理専攻　幼児教育専攻　中国語教育専攻　数学教育専攻　共通科学教育専攻　美術教育専攻　体育教育専攻　舞踊教育専攻　環境教育専攻　コンピュータ教育専攻　電気電子通信教育専攻　機械金属教育専攻　建設教育専攻　物理教育専攻　化学教育専攻　生物教育専攻
- 社会福祉大学院
  - 社会福祉専攻　老人福祉専攻
- 臨床薬学大学院
  - 臨床薬学科
- デジタルデザイン専門大学院
  - 視覚デザイン専攻　産業デザイン専攻　スペースデザイン専攻　IT融合デザイン専攻　映像専攻　融合メディア専攻